# カオジロオタテガモ
カオジロオタテガモ（顔白尾立鴨、Oxyura leucocephala）は、カモ目カモ科オタテガモ属に分類される鳥類。

## 分布
アゼルバイジャン、アフガニスタン、アルジェリア、アルメニア、イスラエル、ウクライナ、ウズベキスタン、イラク、イラン、インド、カザフスタン、キプロス、ギリシャ、ジョージア、シリア、スペイン、タジキスタン、チュニジア、トルクメニスタン、トルコ、パキスタン、ブルガリア、モンゴル、ルーマニア
夏季にアフガニスタン、アルジェリア、イラン、ウズベキスタン、カザフスタン、スペイン、チュニジアで繁殖し、冬季になるとイスラエル、イラン北部、インド、エジプト、シリア、トルクメニスタン、パキスタンへ移動し越冬する。

## 形態
全長43-48センチメートル。翼長オス15.5-17.2センチメートル、メス15-16.7センチメートル。翼開張62-70センチメートル。体重オス0.7-0.9キログラム、メス0.6-0.8キログラム。
嘴は鼻部が隆起する。
オスは頭部の羽衣が白く、頭頂に黒い斑紋が入る。種小名leucocephalaは「白い頭」の意。全身の羽衣は黒褐色で、腹部中央の羽衣は灰白色。嘴の色彩は青い。眼先や後頭にかけての羽衣は暗褐色、頬の羽衣は白く暗褐色の筋模様が入る。嘴の色彩は灰色。

## 生態
水生植物が繁茂した淡水湖、アルカリ湖、塩湖などに生息する。
食性は雑食で、水面に浮かぶ植物、昆虫、軟体動物、環形動物、魚類などを食べる。
繁殖形態は卵生。頭部と尾を垂直に立てながら泳ぎ、求愛する。開けた水辺の近くにある茂みに巣を作り、オオバンなどの古巣を利用することもある。4-7月に4-9個の卵を産む。抱卵期間は3週間。

## 人間との関係
干拓による生息地の破壊、水質汚染、漁業による混獲、狩猟などにより生息数は激減している。また人為的に移入されたアカオタテガモとの競合や、交雑による遺伝子汚染が懸念されている。カスピ海での1930年代における越冬個体数は50,000羽、1960年代における越冬個体数は1,000羽と推定されている。ブルドゥル湖での1991年における越冬個体数は10,900羽、1996年における越冬個体数は1,270羽と推定されている。

## 画像

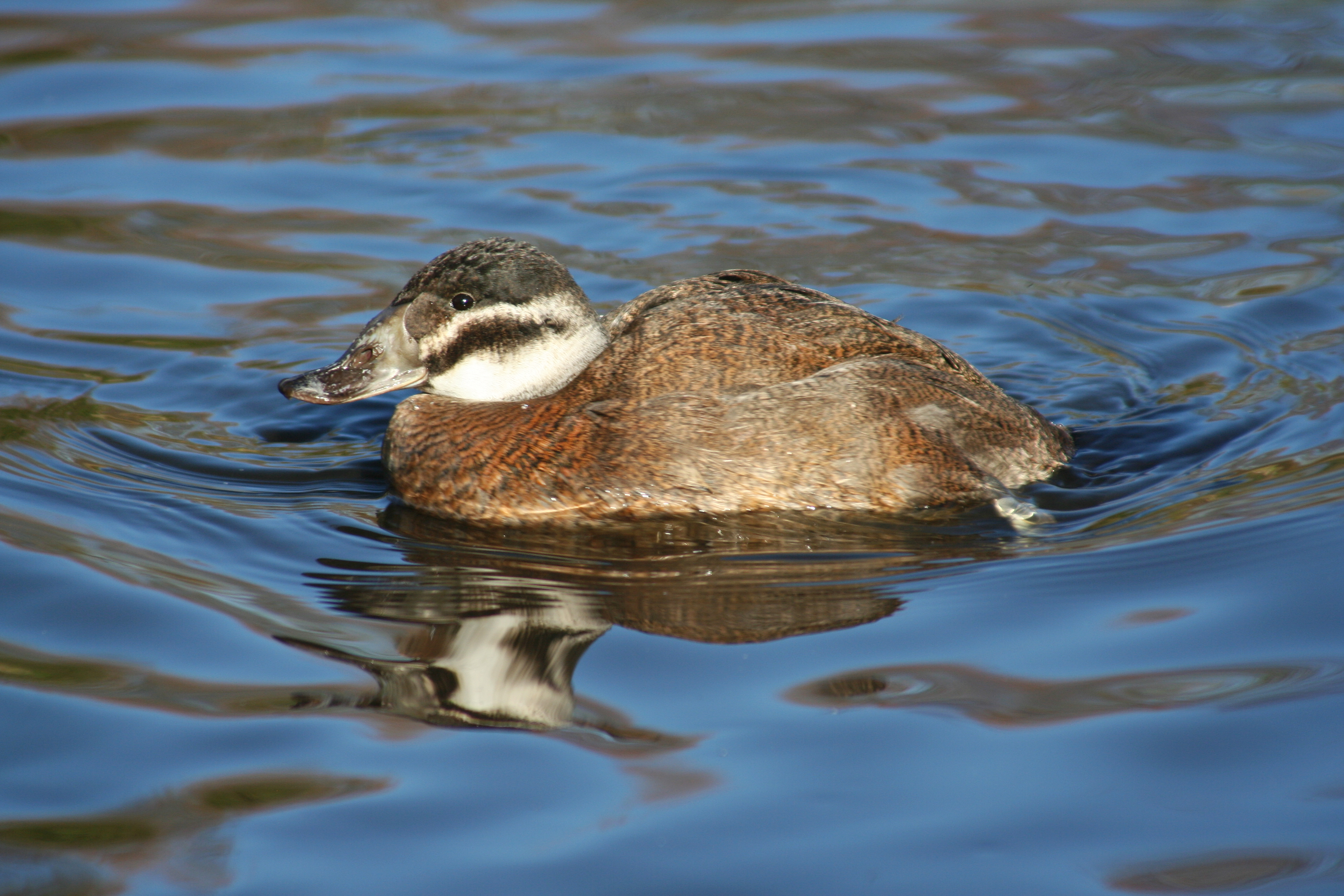
メス
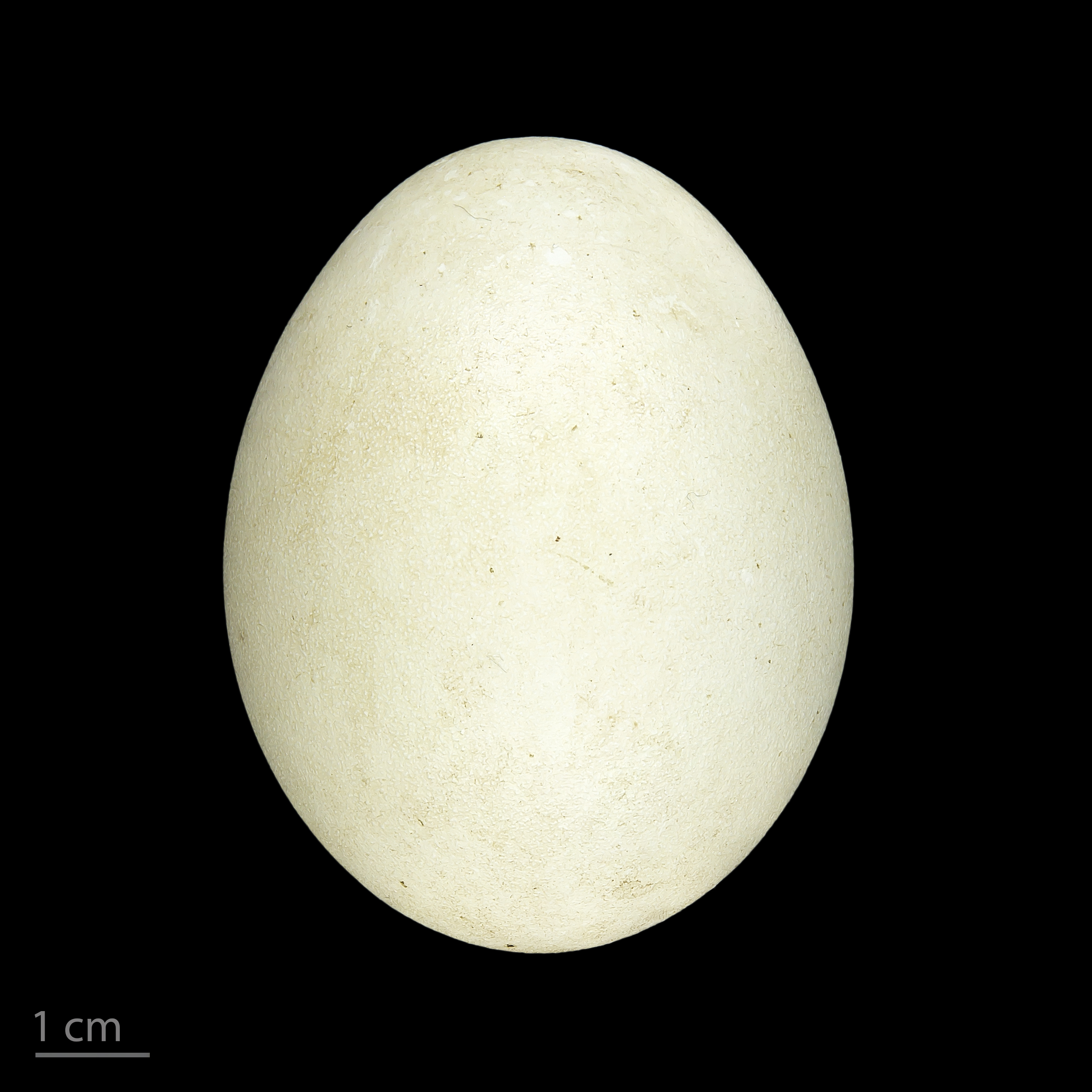
Museum specimen